# Pieter Bouwman
Pieter Bouwman (Eindhoven, 26 februari 1958 – Amsterdam, 18 september 2024) was een Nederlandse toneelregisseur, cabaretier en presentator.

## Levensloop
Pieter Bouwman was begin jaren 90 een van de eerste leden van de Comedytrain. Nadat hij erachter kwam dat stand-upcomedy toch niet zijn roeping was, verrichtte hij in de jaren 90 vooral werk achter de schermen als regisseur van onder andere Hans Teeuwen, op de radio werd hij bekend met de sketches van de Mannen van de Radio en later ook met de spin-off Radio Bergeijk. Op 6 februari 1998 was hij te gast in Dit was het nieuws. Samen met Hans Teeuwen en cartoonist Gert-Jan van Leeuwen, beter bekend als Gummbah, speelde Bouwman in 2001 een reeks voorstellingen in het Betty Asfalt Complex te Amsterdam. De voorstellingen worden bewerkt tot de televisieserie Poelmo, slaaf van het zuiden (voor meisjes die van dieren houden).
In 1999 was hij, ook samen met Hans Teeuwen, te zien in de film Jezus is een Palestijn van Lodewijk Crijns, waarin hij een sekteleider speelde. Op televisie presenteerde hij samen met George van Houts het culturele programma R.A.M. voor de VPRO. Ook deed hij theaterwerk onder het pseudoniem Pater Biemann, waarbij hij tijdens het zappen voice-overs improviseerde.
In 2006-2007 was hij regisseur van de voorstelling Burger van cabaretier André Manuel en speelde hij met onder anderen George van Houts in de televisieversie van Radio Bergeijk bij de VPRO.
Tussen 2010 en 2013 was Bouwman een van de vaste leden van het cabaretteam van het AVRO-radioprogramma Vrijdagmiddag Live, naast Bas Hoeflaak, Henry van Loon, Marjan Luif en Sanne Wallis de Vries.
In 2016 speelde Bouwman mee in de serie Rundfunk. Hij nam daar de rol van meneer Boom voor zijn rekening.
Bouwman overleed op 18 september 2024 aan longkanker. Hij werd 66 jaar oud. In november 2024, twee maanden na zijn overlijden, was Bouwman postuum te zien in de bioscoopfilm De z van zus.
- International Standard Name Identifier: 0000 0003 6896 8467
- MusicBrainz: 63175185-e9a4-4fc0-b511-338d2167c333
- Nederlandse Thesaurus van Auteursnamen: 143794450
- Virtual International Authority File: 288092641